# 15620 Beltrami
15620 Beltrami (2000 HQ14) là một tiểu hành tinh vành đai chính được phát hiện ngày 29 tháng 4 năm 2000 bởi P. G. Comba ở Prescott.